# Панай Кусуй
Панай Кусуй (амис.: Panai Kusui, родилась 23 июля 1969 года) — исполнительница авторской песни, правозащитница, выступающая за права тайваньских коренных народов, работает в жанре независимой музыки. Родилась в селении Атолан недалеко от Тайдуна в смешанной семье: отец пуюма, мать амис.
В 2000 году записала первый альбом. С 2010 года стала участвовать в общественных движениях, уделяя особое внимание движению за защиту прав коренных народов Тайваня и экологическим проблемам, подчеркивая, что «никто не является посторонним». В феврале 2017 года выступила за традиционные территории коренных народов Тайваня, приняв участие в акции на проспекте Кетагалан перед Президентским дворцом, протестующие разбили лагерь на проспекте под названием «Селение на Кайдао». В июне 2017 года лагерь переместился к станции госпиталя Тайваньского национального университета. Её музыка отражает странствия, поиски и борьбу, которыми наполнена её жизнь.

## Музыкальная карьера
В 1990 году 21-летняя Панай Кусуй подписала контракт с тайваньским лейблом Rolling Stone Records (кит. трад. 滾石唱片), однако она не сделала никаких записей по своему первому трёхлетнему контракту. В 2000 году Панай выпустила свой первый сольный альбом «Кукла из глины» (кит. трад. 泥娃娃), песня под названием «Скитания» (кит. трад. 流浪記) стала самым известным её произведением.

### Возвращение к корням
Для Панай Кусуй восстановление своей идентичности прежде всего было связано с восстановлением имени на амисском языке и осознании себя как представителя коренных народов амис и пуюма, а не китаянки.

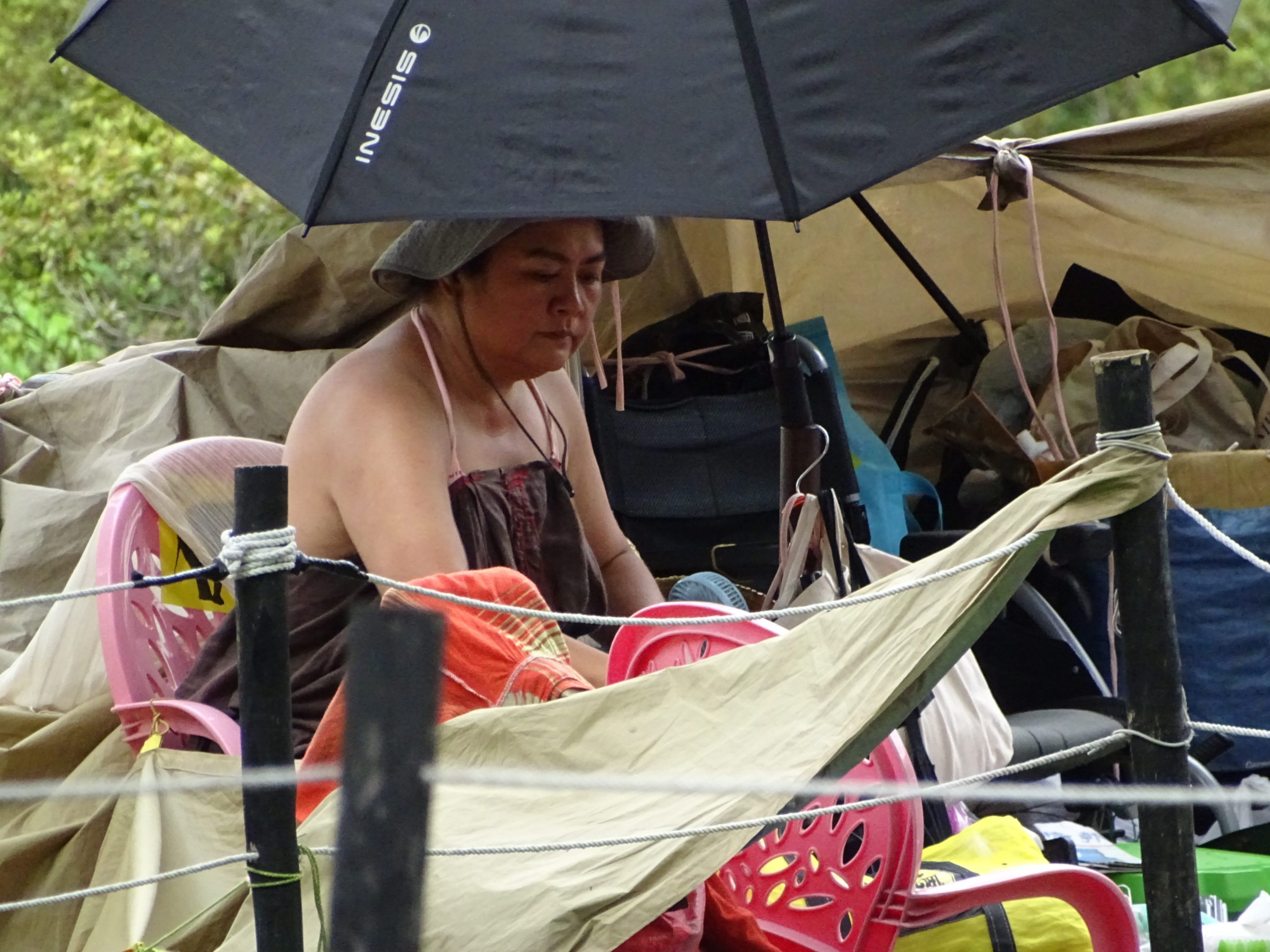
Панай сидит у выхода станции госпиталя Тайваньского университета, участвуя в акции по защите справедливости в стране

## Альбомы
- 2000 «Кукла из глины» (японская версия «Скитания Панай», 2003 год)
- 2008 «Остановись в этой синеве» (кит. 停在那片藍)
- 2020 «Не до, любви» (кит. 愛，不到)